# Tomme de Rilhac
La tomme de Rilhac est un fromage français à pâte pressée non cuite produit dans le département de la Corrèze. Fabriqué à base de lait pasteurisé de vache collecté en zone de montagne, il tient son nom de la commune de Rilhac-Xaintrie, où il est fabriqué.
Son affinage dure entre 1 et 5 mois en cave humide et présente un taux de matière grasse de 29 %. La tomme pèse environ 10 kg, mais elle existe aussi en petit format de 1 kg et 10 cm de diamètre appelée la « Tomette de Rilhac ».
Tout comme sa fabrication, son aspect est proche du Cantal avec une croûte rustique épaisse et crevassée. Sa pâte est dorée et marbrée légèrement friable comportant de nombreux petits trous.